# Gephyromantis thelenae
Gephyromantis thelenae is een kikker uit de familie gouden kikkers (Mantellidae). De soort werd voor het eerst wetenschappelijk beschreven door Frank Glaw en Miguel Vences in 1994. De soort behoort tot het geslacht Gephyromantis.
De soort is beschreven op basis van vier mannelijke exemplaren die een lichaamslengte hadden van 20,5 tot 23 millimeter.

## Leefgebied
De kikker is endemisch in Madagaskar. De soort komt voor in het oosten van het eiland en leeft in de subtropische bossen van Madagaskar op een hoogte van rond de 900 meter boven zeeniveau. De soort komt ook voor in nationaal park Andasibe Mantadia.

## Synoniemen
- Mantidactylus thelenae Glaw & Vences, 1994